# Am I Actually the Strongest?
Am I Actually the Strongest? (яп. 実は俺、最強でした?, Jitsu wa Ore, Saikyō deshita?, Чи справді я найсильніший?) — серія ранобе авторства Сай Суміморі. Спочатку вона публікувалася на вебсайті Shōsetsuka ni Narō з вересня 2018 року. Згодом серію придбало видавництво Kodansha, яке почало випускати її у друкованому вигляді з ілюстраціями Ай Такахаші. Станом на липень 2023 року було випущено шість томів. Манґа-адаптація, також ілюстрована Такахаші, почала серіалізацію на вебманґа-платформі Suiyōbi no Sirius (на базі Niconico) у квітні 2019 року. Станом на грудень 2023 року окремі розділи серії були зібрані в одинадцять томів. Аніме-серіал, створений студією Staple Entertainment, транслювався з липня по жовтень 2023 року.

## Сюжет
Харуто «Харт» Дзенфіс — хікікоморі, який прагне уникнути цькування та уваги. Одного разу його прикликає богиня і реінкарнатує у світ, де панує магія. Богиня дарує йому надзвичайну силу, і він перероджується в королівській родині, щоб жити мирно. Але події набувають несподіваного повороту. Його магічна сила була виміряна і визнана незначною через помилковий метод оцінки одразу після народження. Батьки-роялісти, які неправильно зрозуміли ситуацію, вважають новонародженого принца ганьбою. Вони стверджують, що він народився мертвим, і кидають його в лісі.
Харт використовує різноманітні магічні бар'єри, щоб вижити в дикій природі. Жінка-фенрір на ім'я Флей знаходить Харуто і, поважаючи його надмірну силу, пропонує йому свою вірність і послуги. Ґолд Дзенфіс (далекий родич Харта) звертається до нього та Флей, щоб прийняти їх у свою родину. Доролішаючи, Харт живе досить незграбним життям і просто хоче відпочити, розбираючись з демонічною дружбою, королівською ворожнечею, змовами про вбивство, таємними супергеройськими особистостями та вихованням молодшої сестри.

## Персонажі
Харуто Дзенфіс (яп. ハルト・ゼンフィス, Haruto Zenfisu)
Сейю: Аюму Мурасе
Головний герой, хікікоморі, реінкарнований у фентезійний світ. Він народився як Райнхард Ортеус, перший принц Королівства Ортеус, але був покинутий королівською родиною. Пізніше його усиновив Ґолд, і тепер він живе як Харуто. Оскільки пристрої для вимірювання рівня мани людей не були розроблені для вимірювання чисел, більших за двозначні, всі помилково вважають, що рівень мани Харта становить лише 2, тоді як насправді він дорівнює 1002. Оскільки йому бракує елемента, єдина магія, яку він може використовувати, це бар'єрна магія, але він може робити з нею безліч речей: створювати клонів, використовувати їх як екрани телевізора для проектування своїх спогадів, підключатися до Інтернету 21 століття або діяти як дрони. Він переодягається в нестримного героя, ім'я якого він кілька разів змінює, зокрема «Ще не визначено», «Герой справедливості», «Чорний лицар» і «Шіва». Його геройський образ нагадує Зеро з Code Geass.
Шарлотта Дзенфіс (яп. シャルロッテ・ゼンフィス, Sharurotte Zenfisu)
Сейю: Ацумі Танезакі
Прийомна молодша сестра Харуто. Розумна та допитлива дитина, яка вважає свого брата дивною людиною, але згодом починає відчувати до нього романтичні почуття. Харуто навіть знайомить Шарлотту з аніме, перетворюючи її на чунібьо. Вона створює фракцію з Лізою, Флей та Джонні для боротьби зі злом і встановлення справедливості, оскільки Шарлотта починає маскуватися під модну дівчинку-чарівницю Вайсс Оул, присвячену допомозі своєму братові.
Флей (яп. フレイ, Furei)
Сейю: Аяка Шімідзу
Молода жінка-фенрір, яка колись працювала з Королем Демонів. Її знайшли, коли вона атакувала Харуто в прикордонному регіоні, але вона стала його служницею, коли між ними було укладено контракт на її ім'я. Вона має здатність перетворюватися на молоду рудоволосу жінку. Її бурхливі рухи часто змушують Харуто хвилюватися, дозволяючи їй робити все, що заманеться.
Ліза (яп. リザ, Riza)
Сейю: Вакана Курамочі
Блакитний дракон у людській подобі, хікікоморі, яка читає книги, поки її не виганяють Імперські авантюристи; книги були єдиним скарбом, який вона збирала. Її врятував Харуто, і вона стала його другою служницею. Відвідуючи академію як його помічниця, вона приховує свої роги.
Ірісфілія (яп. イリスフィア, Irisufia)
Сейю: Амі Кошімізу
Біловолоса студентка Королівської спеціалізованої академії магії Гранфельт, яку раніше Шіва (Харуто) зустрів і врятував. Харуто називає її просто «Іріс». Вона є реінкарнацією Короля Демонів Ірісфіла. Незабаром після народження, її батьки та родичі покинули її через вже наявну самосвідомість та мову. Її відвезли до монастиря, де був лише один пастор який ставився до неї добре. Спочатку вона володіла маною рівня 5, поки Харуто не розплутав її магічні нитки, збільшивши її ману до рівня 23. При цьому вона також володіє численними прихованими елементами. Іріс закохана в Харуто, хоча він зовсім не відчуває до неї романтичних почуттів.
Лаюс Ортеус (яп. ライアス, Raiasu)
Сейю: Шінносуке Тачібана
Другий син Гізелотти. Спочатку він зарозумілий і пихатий, перш ніж програв Харуто в дуелі та здобув повагу до нього. Лаюс не знає, що Харуто — його старший брат. Він надзвичайно боїться своєї матері, хоча може бути захисником Маріанни. За п'ять років Лаюс надає своєму тілу атлетичної фігури, бажаючи отримати більше уваги від Харуто, змагаючись з Іріс.
Маріанна (яп. マリアンヌ, Mariannu)
Сейю: Манака Івамі
Старша сестра Лаюса. Вона закохана в Харуто, не знаючи, що насправді вона також його сестра.
Тіарієтта Лусіанель (яп. ティアリエッタ・ルセイヤンネル, Tiarietta Ruseiyanneru)
Сейю: Місакі Куно
Ексцентрична професорка «Тіа», яка прагне осягнути Стародавню Магію. Вона дуже поважає таланти Харуто і вважає, що його рівень вищий за людські очікування. Постійно просить Харуто про люб'язність щодо його новаторських ідей і, природно, наполягає на отриманні додаткових деталей. Дізнавшись про героїчні особистості Харуто та Шарлотти, Тіа пропонує свою згоду для подальшої оцінки їхніх витівок.
Джонні (яп. ジョニー, Jonī)
Сейю: Нобутоші Канна
Неживий сільський староста Пандемоніуму, заснованого ним та Харуто.
Гігант (яп. ギガン)
Сейю: Чітосе Морінага
Ґолем, що мешкає на території Зенфісів разом з нежиттю.
Ораторія Бельґам (яп. オラトリア・ベルカム, Oratoria Berukamu)
Сейю: Юко Кайда
Сувора професорка, яка повністю присвячена викладанню Магічних Атрибутів і завжди конфліктує з єретичними поглядами Тіа, вважаючи її поганим прикладом для студентів. Ораторія обожнює гіпотезу Вайсс Оул про Приховані Атрибути, переконуючи себе, що це Харуто, хоча насправді це Шарлотта.
Шнайдер Халфен (яп. シュナイダル・ハーフェン, Shunaidaru Hāfen)
Сейю: Нобухіко Окамото
Тиранічний дворянин і віцепрезидент школи. Він ставить свої свавільні рішення вище моральних правил. Він робить себе самопроголошеним суперником Харуто у коханні з Іріс. Незважаючи на негайну відмову Харуто від запрошення Шнайдера на дуель, той накладає на нього жахливе прокляття за його свавільні дії. Пізніше Шнайдер вводить собі препарат, який мутує його для бою.
Гізелотта Ортеус (яп. ギーゼロッテ・オルテアス, Gīzerotte Oruteasu)
Сейю: Ю Кобаяші
Зловісна біологічна мати Харуто, яка виступає антагоністом серії. Будучи покинутим нею в дитинстві через помилкове визнання його слабким, він відчуває велике обурення до своєї матері, особливо коли вона ображає Шарлотту. Шіва бився з нею і наклав на неї рабський нашийник, змусивши її ніколи не йти проти його прийомної родини. Однак вона все ще намагалється домінувати у власній столиці.

## Медіа

### Ранобе
Серія, написана Сай Суміморі, розпочала публікацію на сайті Shōsetsuka ni Narō 1 вересня 2018 року. Пізніше серію придбало видавництво Kodansha, яке почало випускати її у друкованому вигляді з ілюстраціями Ай Такахаші 31 травня 2019 року. Станом на липень 2023 року було випущено шість томів.
У березні 2022 року Kodansha USA оголосила, що отримала ліцензію на видання серії англійською мовою.

#### Томи ранобе
| № | Дата виходу    | ISBN                   |
| - | -------------- | ---------------------- |
| 1 | 31 травня 2019 | ISBN 978-4-06-516173-9 |
| 2 | 3 жовтня 2019  | ISBN 978-4-06-517915-4 |
| 3 | 2 червня 2020  | ISBN 978-4-06-519786-8 |
| 4 | 4 січня 2021   | ISBN 978-4-06-521534-0 |
| 5 | 1 жовтня 2021  | ISBN 978-4-06-525146-1 |
| 6 | 1 липня 2023   | ISBN 978-4-06-532784-5 |

### Манґа
Манґа-адаптація, ілюстрована Такахаші, почала серіалізацію на платформі Suiyōbi no Sirius (на базі Niconico) 3 квітня 2019 року. У квітні 2022 року серія взяла перерву; Такахаші назвала «особисті обставини» причиною цього. Станом на лютий 2025 року окремі розділи манґи зібрано у п'ятнадцять томів танкобон.
У жовтні 2020 року Kodansha USA оголосила, що отримала ліцензію на цифрову публікацію манґи англійською мовою. Під час своєї панелі на Anime Expo 2022 Kodansha USA повідомила, що випустить манґу в друкованому вигляді у другому кварталі 2023 року.

#### Томи манґи
| №  | Дата виходу      | ISBN                   |
| -- | ---------------- | ---------------------- |
| 1  | 9 жовтня 2019    | ISBN 978-4-06-517259-9 |
| 2  | 9 березня 2020   | ISBN 978-4-06-518762-3 |
| 3  | 6 серпня 2020    | ISBN 978-4-06-520611-9 |
| 4  | 9 грудня 2020    | ISBN 978-4-06-521575-3 |
| 5  | 7 травня 2021    | ISBN 978-4-06-523084-8 |
| 6  | 9 листопада 2021 | ISBN 978-4-06-525739-5 |
| 7  | 8 вересня 2022   | ISBN 978-4-06-528882-5 |
| 8  | 9 лютого 2023    | ISBN 978-4-06-530762-5 |
| 9  | 8 червня 2023    | ISBN 978-4-06-531970-3 |
| 10 | 8 серпня 2023    | ISBN 978-4-06-532469-1 |
| 11 | 7 грудня 2023    | ISBN 978-4-06-533871-1 |
| 12 | 9 квітня 2024    | ISBN 978-4-06-535097-3 |
| 13 | 9 липня 2024     | ISBN 978-4-06-535996-9 |
| 14 | 8 листопада 2024 | ISBN 978-4-06-537405-4 |
| 15 | 7 лютого 2025    | ISBN 978-4-06-538356-8 |
| 16 | 9 червня 2025    | ISBN 978-4-06-539693-3 |

### Аніме
7 вересня 2022 року було анонсовано аніме-серіал. Його виробництвом займалась студія Staple Entertainment, режисером виступив Такаші Наоя, а Мацуо Асамі виконував роль помічника режисера. Тацуя Такахаші відповідав за сценарії, написані спільно з Тецуєю Ямадою, Шьоко Ясуда відповідав за дизайн персонажів, а Юкарі Хашімото — за музику. Серіал транслювався з 2 липня по 1 жовтня 2023 року в програмному блоці Animazing!!! на телеканалах ABC та TV Asahi. Відкриваючою темою стала пісня «Reset Life?» (яп. リセット ライフ？) у виконанні Lezel, а завершальною темою — «Himi CHU★Pre-Love Magic» (яп. ひみCHU★プリラブマジック) від Star★Shiμ'ne!!!. Серіал також транслювався на платформі Crunchyroll.

#### Серії
| № серії | Назва серії | Режисер(и)   | Сценарист(и)   | Режисер(и) анімації | Оригінальна дата показу |
| --- | --- | ------------ | -------------- | ------------------- | ----------------------- |
| 1 | «Початок з самого дна після реінкарнації» Транслітерація: «Tensei Shitara Donzoko Sutāto» (яп. 転生したらどん底スタート)      | Мацуо Асамі  | Тацуя Такахаші | Такаші Наоя         | 2 липня 2023            |
| Головний герой, хікікоморі Харуто, перероджується в іншому світі як принц, але його кидають через нібито низький рівень магії. Виявляється, його сила колосальна, і він використовує магію бар'єрів для виживання. Харуто приймає нову особистість Короля Демонів та знаходить відданого фенріра Флей. Згодом його усиновлює граф, і Харуто намагається вести спокійне життя, приховуючи свої справжні здібності від світу.                                               | |              |                |                     |                         |
| 2 | «Шар ненавидить мене» Транслітерація: «Sharu ni Kirawaretemasu» (яп. シャルに嫌われてます)                                    | Мацуо Асамі  | Тацуя Такахаші | Масайоші Нісіда     | 9 липня 2023            |
| Після невдалого рейду Ґолда, Харуто таємно лікує його поранених людей і мститься бандитам, які виявляються імперськими солдатами. Шарлотта випадково бачить його польоти та підозрює брата. Під час нападу на Наталію та Шарлотту, Харуто рятує їх, і Шарлотта дізнається про його геройську особистість, обіцяючи тримати це в секреті. Ґолд, хоч і підозрює, що хтось допомагає, не знає всієї правди про силу Харуто.                                                  | |              |                |                     |                         |
| 3 | «Шар тепер мене обожнює» Транслітерація: «Sharu ni Natsukaremashita» (яп. シャルに懐かれました)                               | Рьо Накамура | Тецуя Ямада    | Масайоші Нісіда     | 16 липня 2023           |
| Шарлотта стає нав'язливою, виявляючи інтерес Харуто до стародавньої магії та аніме, для перегляду якого він створює зв'язок з японським інтернетом. Він також розробляє бар'єрний клон себе. Харуто починає діяти як замаскований герой «Ще не визначено», приписуючи собі всі свої таємні добрі справи. В їхньому домі з'являються його біологічні молодші брат і сестра, принц Лаюс та принцеса Маріанна, потім Харуто перемагає зарозумілого Лаюса в дуелі.            | |              |                |                     |                         |
| 4 | «Я втрачаю терпіння» Транслітерація: «Ore Kireru» (яп. 俺・キレる)                                                            | Мацуо Асамі  | Тецуя Ямада    | Такаші Наоя         | 30 липня 2023           |
| Харуто дізнається, що його біологічна мати, королева Гізелотта, намагалася вбити Шарлотту через її магічний потенціал. Він клянеться захистити Шарлотту, навіть якщо це означатиме вбивство Гізелотти, що спричинить громадянську війну її смертю. Ґолд просить Харуто допомогти захистити Шарлотту до її повноліття, щоб вона могла стати доброзичливою королевою. Харуто погоджується, але таємно планує власну помсту Гізелотті.                                       | |              |                |                     |                         |
| 5 | «Найсильніший у світі» Транслітерація: «Sekai Saikyō» (яп. 世界最強)                                                          | Мацуо Асамі  | Тацуя Такахаші | Масайоші Нісіда     | 6 серпня 2023           |
| Харуто як таємний герой легко перемагає свою біологічну матір Гізелотту, накладаючи на неї рабський нашийник. Через п'ять років, бажаючи знову стати хікікоморі, він змушений вступити до магічної академії, але відправляє туди свого безмагічного бар'єрного клона. Сам же Харуто усамітнюється в гірській хатині, створюючи телепортаційний бар'єр для спілкування з клоном і прийому Шарлотти та Флей для перегляду аніме.                                            | |              |                |                     |                         |
| 6 | «Мені потрібен супроводжуючий...!» Транслітерація: «Jūsha o Sagasanai to...!» (яп. 従者を探さないと…！)                       | Рьо Накамура | Тецуя Ямада    | Кодзі Іваї          | 20 серпня 2023          |
| Шукаючи супроводжуючого для академії, Харуто відвідує Пандемоніум — село монстрів, де не знаходить підходящої кандидатури. Згодом він зустрічає Льодяного Дракона, яка виявляється книголюбом-хікікоморі, вигнаною з дому найманцями. Харуто рятує її, запрошує жити в Пандемоніумі та дає їй ім'я Ліза, яка приймає його як свого господаря. | |              |                |                     |                         |
| 7 | «Зустріч за круглим столом» Транслітерація: «Entaku Kaigi» (яп. 円卓会議)                                                     | Мацуо Асамі  | Тацуя Такахаші | Масайоші Нісіда     | 27 серпня 2023          |
| Ліза починає працювати покоївкою разом із Флей, яка спантеличена тим, що Ліза якимось чином ідеальна покоївка без будь-якої підготовки. Ліза швидко стає особистою покоївкою та інструктором з магії Шарлотти. Харуто має спокусу зробити її своєю супроводжуючою, але не може змусити себе забрати її від Шарлотти. | |              |                |                     |                         |
| 8 | «Нова зустріч» Транслітерація: «Arata na Deai» (яп. 新たな出会い)                                                             | Мацуо Асамі  | Тецуя Ямада    | Такаші Наоя         | 3 вересня 2023          |
| Лаюс прагне реваншу з Харуто, тоді як Маріанна закохана в Харуто. Культисти Церкви Люцифери поширюють свої наміри повалити монархію. Лаюс боїться Гізелотти, вважаючи, що вона використовує культ, аби назавжди позбутися Джилґа. Маріанна сподівається на допомогу Харуто, тоді як Лаюс шукає Чорного лицаря. Гізелотта підслуховує, нападає на Маріанну і наказує Лаюсу подружитися з Харуто, щоб дізнатися особистість Чорного лицаря, через що Лаюс відчуває провину. | |              |                |                     |                         |
| 9 | «Метушня на церемонії вступу» Транслітерація: «Nyūgakushiki no Suttamonda» (яп. 入学式のすったもんだ)                         | Рьо Накамура | Тацуя Такахаші | Кодзі Іваї          | 10 вересня 2023         |
| На іспиті в академію клон Харуто вибухає кристали через його небувалу магічну силу, змушуючи дослідницю Лусіаннель призначити його своїм радником. Харуто-К стикається з віцепрезидентом Шнайдером, і Харуто, замінивши клона, викликаний на дуель. Тієї ж ночі Харуто рятує Ірісфілію від Шнайдера, накладаючи на кривдника магічне покарання. | |              |                |                     |                         |
| 10 | «Ім'я Короля Демонів» Транслітерація: «Maō no Na wa» (яп. 魔王の名は)                                                         | Чіе Ямадзакі | Тацуя Такахаші | Чіе Ямадзакі        | 17 вересня 2023         |
| Харуто змушений обрати клас в академії, де його інстинктивно підозрює Ірісфілія, яка, як виявляється, є реінкарнацією Короля Демонів. Незважаючи на дивні заяви Шарлотти про його «гарем» та «майстерність магії», Харуто погоджується навчатися з Ірісфілією, все ще сподіваючись на виключення. Тим часом, Флей вірить, що Харуто — реінкарнація її колишнього пана. | |              |                |                     |                         |
| 11 | «Я заплутався з такою кількістю людей...» Транслітерація: «Ironna Hito ni Karamaremashita...» (яп. いろんな人に絡まれました…) | Мацуо Асамі  | Тацуя Такахаші | Масайоші Нісіда     | 24 вересня 2023         |
| Харуто ненавмисно показує свою геніальність, досягаючи високих результатів на іспиті та роблячи спостереження, які збігаються з передовою теорією Шарлотти. Його клон, Харуто-К, привертає увагу професорки Лусіаннель, яка починає підозрювати його в зв'язку з Чорним лицарем. Щоб розвіяти підозри, Харуто з'являється як Чорний лицар, але змушений тікати та погрожувати професорці, аби вона припинила свої пошуки.                                                 | |              |                |                     |                         |
| 12 | «Непогана ніч» Транслітерація: «Warukunai Yoru» (яп. 悪くない夜)                                                              | Рьо Накамура | Тацуя Такахаші | Такаші Наоя         | 1 жовтня 2023           |
| Лусіаннель влаштовує вечірку у своєму маєтку, де Іріс напивається і непритомніє на колінах у Харуто-К. Лусіаннель розповідає, що Іріс вивчає стародавню магію, оскільки володіє всіма 6 магічними елементами, але її рівень магії лише 05, тому вона сподівається, що стародавня магія може його підвищити. | |              |                |                     |                         |

## Нотатки
1. ↑  ABC та TV Asahi призначили прем'єру серіалу на 1 липня о 26:00, тобто фактично на 2 липня о 2:00 ночі за японським часом.[34]
2. 1 2 3  Інформація взята з фінальних титрів кожної серії.
3. ↑  Цей епізод вийшов в ефір о 2:20 ночі за японським часом, через 20 хвилин після оригінального ефіру на All-Nippon News Network.
4. ↑  Цей епізод вийшов в ефір о 2:30 ночі за японським часом, через 30 хвилин після оригінального ефіру на All-Nippon News Network.